# Konstantinos Triantafyllopoulos (Fußballspieler)
Konstantinos Triantafyllopoulos (griechisch Κωνσταντίνος Τριανταφυλλόπουλος, * 3. April 1993 in Korinth, Griechenland)  ist ein griechischer Fußballspieler.

## Karriere

### Verein
Seine Laufbahn begann Konstantinos Triantafyllopoulos 2007 bei den Jugendabteilungen von Panathinaikos Athen. Nach fünf Jahren erhielt er im Sommer 2012 den ersten Profivertrag seiner Karriere und stieg in die Herrenmannschaft von Panathinaikos auf. Nach dem Abgang vieler etablierter Stammspieler erhielte Triantafyllopoulos bereits als 20-Jähriger viel Spielpraxis, setzte sich bis zum Ende der Saison 2013/14 als Stammspieler durch und verlängerte seinen Profivertrag vorzeitig um drei Jahre bis 2016.
Seit der Saison 2013/14 wird Triantafyllopoulos vermehrt auch auf der Position des rechten Außenverteidigers aufgestellt.

### Nationalmannschaft
Triantafyllopoulos ist aktueller Stammspieler der griechischen U-21-Nationalmannschaft.

## Erfolge
- Griechischer Pokalsieger: 2014